# 豊城駅

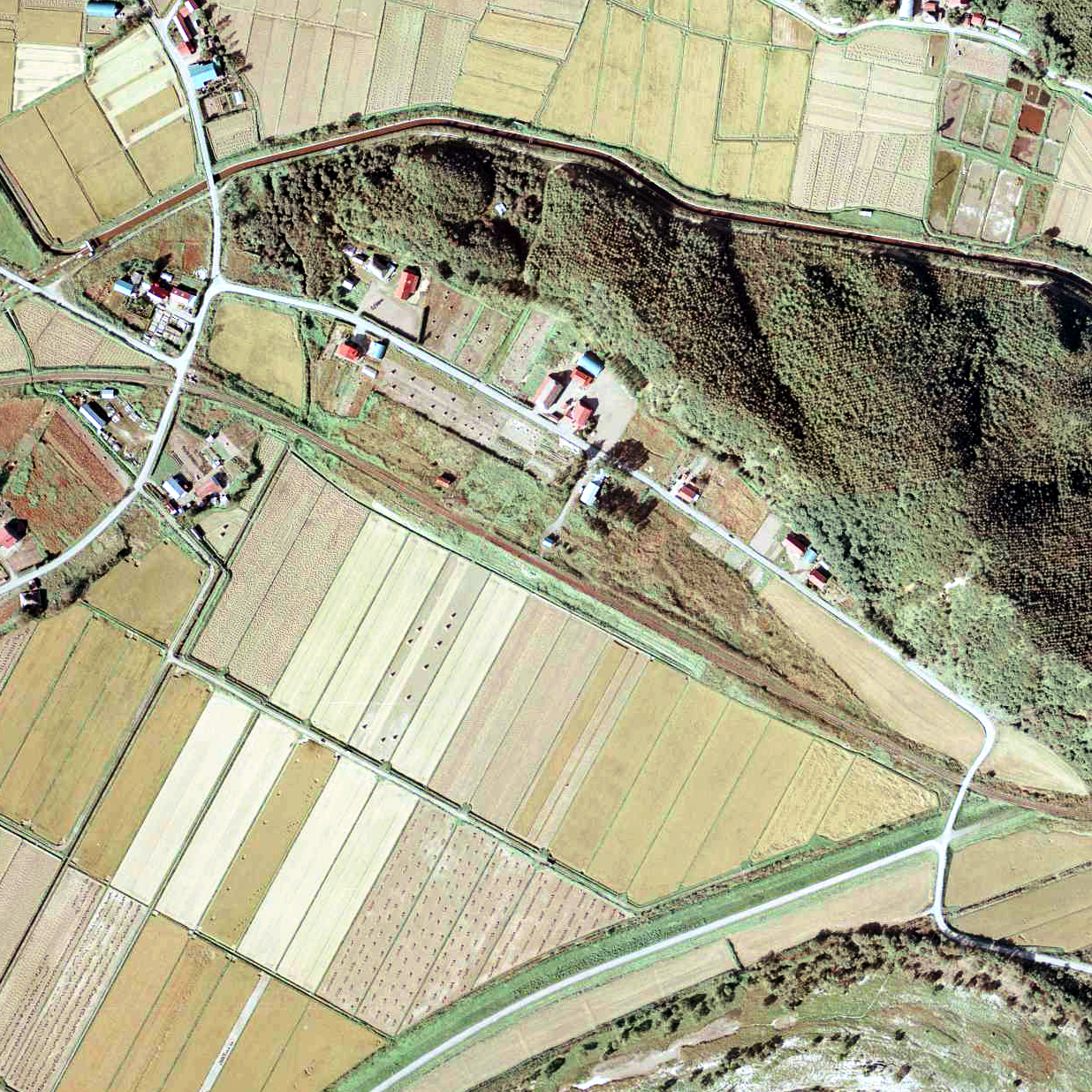
1975年の豊城駅と周囲約750m範囲。右側が日高町方面。左側直進が金山線時代の沼ノ端方面の軌道跡で、道路に転用されている。

豊城駅（とよしろえき）は、北海道（胆振支庁）勇払郡鵡川町（現・むかわ町）字豊城にかつて設置されていた、日本国有鉄道（国鉄）富内線の駅（廃駅）である。事務管理コードは▲132301。

## 歴史
- 1922年（大正11年）7月24日 - 北海道鉱業鉄道金山線沼ノ端駅 - 生鼈駅（後の旭岡駅）間の開通に伴い、上鵡川駅（かみむかわえき）として開業[4]。一般駅[1]。
- 1924年（大正13年）3月3日 - 北海道鉱業鉄道が社名を北海道鉄道（2代目）に改称し、それに伴い同鉄道の駅となる。
- 1943年（昭和18年）
  - 8月1日 - 北海道鉄道が戦時買収により国有化され、路線名を富内線に改称。それに伴い同線の駅となる。同時に、豊城駅に改称[1]。
  - 11月1日 - 鵡川駅 - 当駅間の連絡線が接続開業。これに伴い日高本線と並行している沼ノ端駅 - 当駅間が、不要不急線として休止（実質廃止）。
- 1956年（昭和31年）8月15日 - 貨物・荷物の取り扱いを廃止[1]。
- 時期不詳[注 1] - 無人駅化。
- 1986年（昭和61年）11月1日 - 富内線の全線廃止に伴い、廃駅となる[2]。

### 駅名の由来
旧名は鵡川駅の上手にあることからの命名で、新名は所在地名より。
もともと豊城地区はアイヌ語の「ケナㇱオㇿ（kenas-oro）」（河原の林・の中）から「ケナシロ」と呼ばれ、漢字をあてるばあいは「毛奈城（けなしろ）」と表記していた。
しかし、鵡川町（当時）で1943年（昭和18年）11月15日に施行された大字廃止・字名整理改正に伴って、字ケナシロを含む一帯は「豊城」と命名され、国有化時にこちらに駅名も合わせらられた。
「豊城」の由来は旧名の「毛奈城」に、地区中央に架かっていた橋の名である「豊穣橋」の名称をあわせて命名されたとされている。
なお、富内線の国有化・当駅の改名より字名の改正が後となっているが、地名の決定自体は8月1日の国有化の直前7月17日であり、その後7月31日付で村会で異議なしの答申を得ている。

## 駅構造
廃止時点で、単式ホーム1面1線を有する地上駅であった。ホームは、線路の北東側（日高町方面に向かって左側）に存在した。転轍機を持たない棒線駅となっていた。かつては相対式ホーム2面2線を有する、列車交換可能な交換駅であった。使われなくなった1線は撤去されていた。
無人駅となっており、駅舎は無かったがホームから少し離れた場所に木造の小さな待合所を有した。

## 利用状況
- 1981年度（昭和56年度）の1日当たりの乗降客数は18人[7]。

金山線時代の利用状況は
1923年1月-12月の乗降客数：13,564人（1日当たり約37人）。

## 駅周辺
- 鵡川[10]

## 駅跡
1999年（平成11年）時点では、駅前にあった木のみが駅跡を示している状態であった。2011年（平成23年）時点では更地になっている。
また、2011年（平成23年）時点では鵡川方の線路跡が低い築堤として残存していた。
金山線時代の沼ノ端方の路盤跡、当駅跡および日高町方の路盤跡には道道983号が敷かれている。

## 隣の駅
日本国有鉄道
富内線（新線）
鵡川駅 - 豊城駅 - 春日駅 富内線（旧線　1943年休止）
入鹿別駅 - 豊城駅 - 春日駅